# Manaíra
Manaíra este un oraș în Paraíba (PB), Brazilia.